# Зіньківська районна рада
Зінькі́вська райо́нна ра́да — орган місцевого самоврядування Зіньківського району Полтавської області.
Зіньківській районній раді підпорядковуються:
- Зіньківська міська рада;
- Опішнянська селищна рада;
- 22 сільські ради – Ставківська, Кирило-Ганнівська, Власівська, Лютенсько-Будищанська, Загрунівська, Новоселівська, Покровська, Високівська, Попівська, Човно-Федорівська, Удовиченківська, Дейкалівська, Бірківська, Проценківська, Батьківська, Великопавлівська, Першотравнева, Шилівська, Артелярщинська, Малобудищанська, Пишненківська, Тарасівська, які об’єднують 113 сіл.

## Особовий склад
| Назва партії                           | Всього обрано депутатів |
| -------------------------------------- | ----------------------- |
| Всеукраїнське об’єднання "Батьківщина" | 17                      |
| "Партія Регіонів"                      | 17                      |
| "Народна партія"                       | 4                       |
| "Фронт Змін"                           | 2                       |
| Наша Україна                           | 2                       |
| КПУ                                    | 2                       |
| Соціалістична партія України           | 2                       |
| Партія «Нова політика»                 | 1                       |
| "Сильна Україна"                       | 1                       |
| Всього                                 | 48                      |